# 니시카와 슌스케
니시카와 슌스케(일본어:  西川 俊介, 1994년 4월 4일 ~ )는 일본의 배우이다.
군마현 출신. 케이 대시 소속.

## 내력
- 2013년 제26회쥬논 슈퍼 보이 콘테스트그래서 준 그랑프리를 수상.
- 2014년 드라마 『GTO』에서 배우 데뷔.
- 2015년 슈퍼 전대 시리즈제39편 『수리검전대 닌닌저』 이카사키 타카하루/아카닌자 역에서 첫 주연.

## 출연작
칼표(‡) 표시한 작품은 주연으로 출연하였다.

### 드라마
- GTO(2014년 7월 8일-9월 16일간사이 TV)-코쿠 츠카사 역
- 수리검전대 닌닌저(2015년 2월 22일-,텔레비전 아사히)-이카사키 타카하루/아카 닌자(목소리)역‡
- 수리검전대 닌닌저 VS 가면라이더 드라이브 봄 방학 합체 1시간 스폐셜(2015년 3월 29일 TV 아사히)-이카사키 타카하루/아카 닌자(목소리)역‡